# داي ريتشاردز
داي ريتشاردز (بالإنجليزية: Dai Richards)‏ (31 أكتوبر 1906 في المملكة المتحدة - 1 أكتوبر 1969 في المملكة المتحدة) هو مدرب كرة قدم ولاعب كرة قدم بريطاني (وحمل سابقاً جنسية المملكة المتحدة لبريطانيا العظمى وأيرلندا) في مركز نصف الجناح. شارك مع منتخب ويلز لكرة القدم. أما مع النوادي، فقد لعب مع برمنغهام سيتي ونادي برينتفورد ونادي والسول ووولفرهامبتون واندررز وMerthyr Town F.C. ‏.

## وصلات خارجية
- داي ريتشاردز على موقع قاعدة بيانات كرة القدم.إي يو (الإنجليزية)
- داي ريتشاردز على موقع ناشيونال فوتبول تيمز (الإنجليزية)